# Carolyn Law
Carolyn Law (nascida em 1951) é uma artista americana conhecida pela sua mídia mista e obras de arte públicas.

## Arte pública
- 2011, Social Intricacy/The Beach, Kirkland Transit Center, Seattle[2]
- 2010, Estação de Tratamento de Esgoto Wenatchee, Wenatchee, Washington[3][4]
- 2006, Before Now, Depot Park, Santa Cruz, Califórnia[5]
- 2001, Marcos Tonalea, Scottsdale, Arizona[6]

## Colecções
Várias obras de Law estão incluídas nas colecções do Museu de Arte de Seattle e da Comissão de Artes do Estado de Washington.